# Alva (Floryda)
Alva – jednostka osadnicza w Stanach Zjednoczonych, w stanie Floryda, w hrabstwie Lee.